# مركز جويانا للفضاء
مركز جويانا للفضاء (بالإنجليزية:  Guiana Space Centre)‏ هو مركز فضائي فرنسي وأوروبي بالقرب من كوروا في جويانا الفرنسية على ساحل المحيط الأطلسي بأمريكا الجنوبية، أُنشأ المركز عام 1968 قرب خط الأستواء بحيث يناسب إطلاق الصواريخ في اتجاه الشرق (يعمل دوران الأرض من الغرب إلى الشرق على إعطاء الصاروخ دفعة إضافية تبلغ نحو 1000كيلومتر/ساعة عند خط الأستواء) ووجود المحيط الأطلسي شرقاً من منصة الإقلاع، وتقوم كل من وكالة الفضاء الأوروبية ESA ووكالة الفضاء الفرنسية CNES وشركة أريان سبيس بإطلاق الصواريخ ومعظمها لأغراض تجارية.

## اقرأ أيضا
- وكالة الفضاء الفرنسية
- مركز كينيدي للفضاء